# Paweł Kasprzak
Cezary Paweł Kasprzak (ur. 26 marca 1961 we Wrocławiu) – polski działacz społeczny i publicysta polityczny. Jest współzałożycielem i jednym z liderów ruchu Obywatele RP. Pełni też funkcję prezesa zarządu Fundacji Wolni Obywatele RP. Z zawodu operator i montażysta filmowy, producent i autor programów telewizyjnych. W czasach Polskiej Rzeczypospolitej Ludowej działał w opozycji antykomunistycznej.

## Życiorys
Studiował fizykę na Politechnice Wrocławskiej oraz historię na Uniwersytecie Wrocławskim. Był współzałożycielem Niezależnego Zrzeszenia Studentów, współpracownikiem Studenckiego Komitetu Solidarności we Wrocławiu, współtwórcą Solidarności Polsko-Czesko-Słowackiej, działaczem NSZZ „Solidarność” (blisko współpracującym z Władysławem Frasyniukiem), uczestnikiem Pomarańczowej Alternatywy oraz działaczem ruchu Wolność i Pokój.
Jest autorem i współautorem szeregu publikacji prasowych oraz współautorem (wraz z Zofią Kłakówną, Piotrem Kołodziejem, Adamem Regiewiczem i Januszem Waligórą) książki dotyczącej problemów edukacyjnych Edukacja w czasach cyfrowej zarazy. 
Jako współzałożyciel i nieformalny lider ruchu Obywatele RP inicjował i współorganizował protesty przeciwko miesięcznicom smoleńskim, działania zmierzające do poddania ustaw zmieniających ustrój sądów powszechnych, Sądu Najwyższego i Krajowej Rady Sądownictwa kontroli instytucji unijnych, oraz liczne akcje antynacjonalistyczne i antyfaszystowskie. W 2021 odmówił zapłacenia grzywny orzeczonej w wyroku nakazowym za przejście przez ulicę w niedozwolonym miejscu podczas organizowanej przez siebie demonstracji (które to oskarżenie uważał za formę SLAPP)  i odbył dwudniową karę aresztu, traktując to jako formę sprzeciwu obywatelskiego wobec nadużywania wyroków nakazowych.
W wyborach parlamentarnych w 2019 kandydował do Senatu z ramienia Obywateli RP w okręgu nr 44. Poparli go między innymi Agnieszka Holland, Monika Płatek, Halina Bortnowska, Władysław Frasyniuk i Jacek Dehnel. W wyborach zajął ostatnie, 3. miejsce. W wyborach parlamentarnych w 2023 kandydował do Sejmu w okręgu 19 (Warszawa) z listy komitetu Nowej Lewicy, otrzymał 1892 głosy i nie uzyskał mandatu poselskiego.
Zawodowo zajmuje się technikami produkcji telewizyjnej. Żonaty, ma czworo dzieci.

## Nagrody
Za swoją działalność na rzecz praworządności w latach 2016–2017 Paweł Kasprzak został wybrany Człowiekiem Roku Gazety Wyborczej 2017 w kategorii Społeczeństwo Obywatelskie. Odebrał też w imieniu Obywateli RP nagrodę im. prof. Zbigniewa Hołdy. Za działalność w ramach ruchu społecznego „Obywatele RP” w obronie swobód obywatelskich, państwa prawa i konstytucji RP otrzymał też w 2018 wyróżnienie Polcul Foundation.
W 2022 roku odznaczony Brązową Odznaką Honorową Wrocławia.

## Koncepcje polityczne

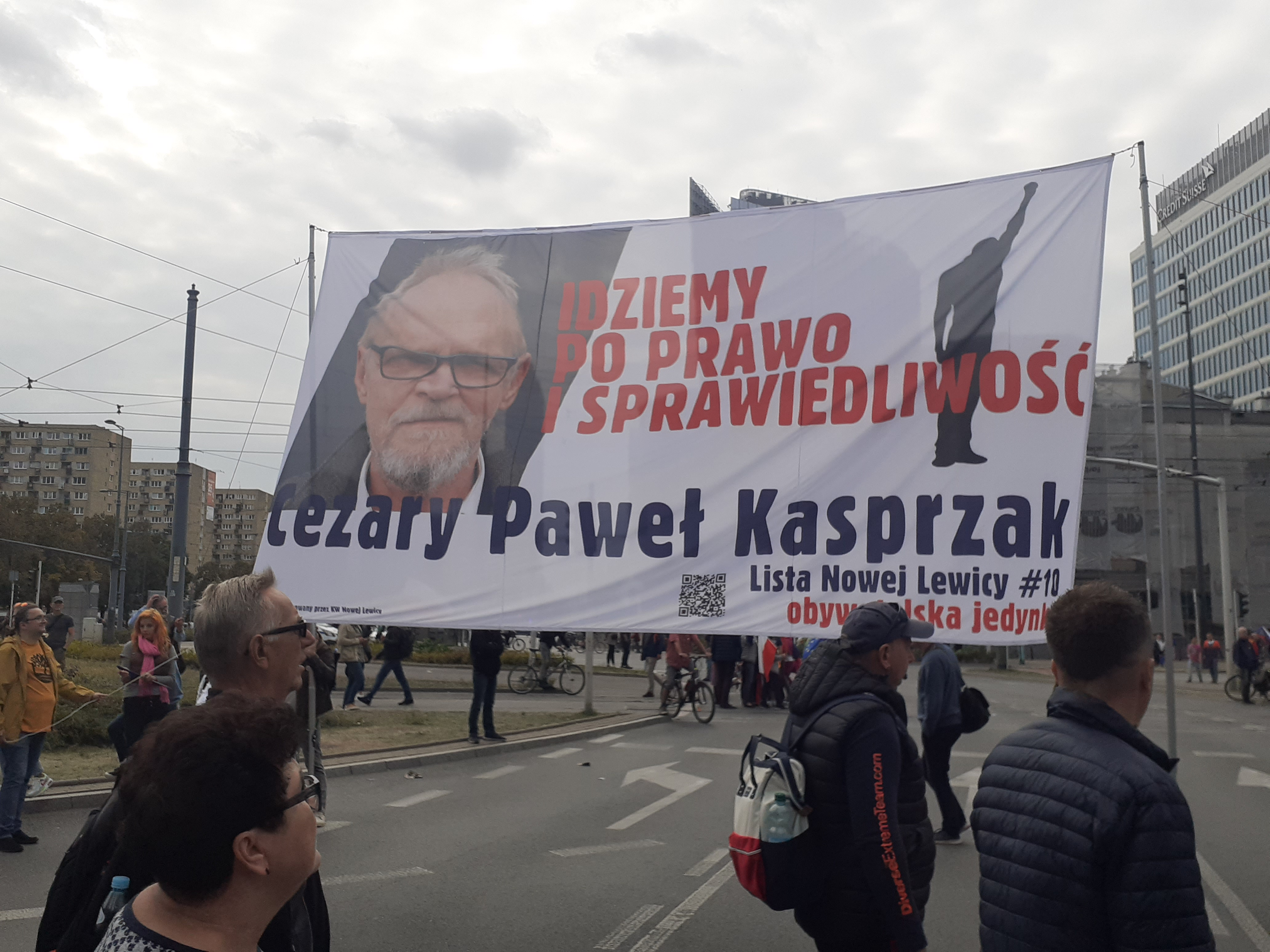
Baner wyborczy Pawła Kasprzaka.

W styczniu 2018 Paweł Kasprzak zwrócił się do „koalicji partii demokratycznych”, żądając przeprowadzenia „otwartych prawyborów przed wyborami samorządowymi”: Słyszymy też od niektórych partii, ruchów społecznych i mediów, że »najpierw trzeba odsunąć PiS od władzy, a potem zająć się innymi sprawami«. Mówimy im dzisiaj: chcemy demokracji od zaraz! Dlatego żądamy od koalicji partii »demokratycznych« przeprowadzenia otwartych prawyborów przed wyborami samorządowymi. Otwartych, czyli takich, w których decyzję o kształcie list partie oddadzą swoim wyborcom – napisał Paweł Kasprzak na łamach dziennika „Rzeczpospolita”.
O jedną listę partii opozycyjnych wyłonioną w otwartych prawyborach, zainicjowanych i przeprowadzonych przez środowiska obywatelskie, Paweł Kasprzak apelował również przed wyborami parlamentarnymi w 2019 i po nich.